# Mafe (rapper)
Ferry van Willigen, artiestennaam Mafe (Schiedam, 18 juni 1993), is een Nederlandse rapper. Hij bracht zijn eerste rap uit op dertienjarige leeftijd en gaf op veertienjarige leeftijd zijn eerste sessie voor het BNN-programma 101Barz. Hij maakt deel uit van het collectief Lefensmannen en werkt samen met artiesten als Ali B en Ronnie Flex.

## Biografie
Op dertienjarige leeftijd maakte hij een rap over Jesse Dingemans die twee jaar eerder op zijn school op 8-jarige leeftijd om het leven werd gebracht. Bij de opnames werd hij geholpen door de producers van Ali B.
Tijdens zijn schooltijd vormde hij een duo als Mafe & Jordan. Samen waren ze in 2007/'08 te zien in een wintersessie van 101Barz. Sinds ongeveer 2013 maakt hij deel uit van het hiphopcollectief Lefensmannen dat samen muziek uitbrengt en door Nederland tourt. Hij is verbonden aan het label SPEC.
In juni 2015 rapte hij op verschillende singles van andere artiesten. De single Duizend nachten van FeestDJRuud met hem, Jebroer en Cartiez bereikte geen hitlijst en 1 kleine hint van Ali B bereikte nummer 12 in de Oranje Top 30. De derde, Laten gaan met de lead voor Monica Geuze, bereikte de middenregionen van de Single Top 100 en werd ruim tien miljoen maal op YouTube bekeken.
In juli 2016 volgde zijn feitelijke debuutsingle, Niet van mij alleen, waarin Boef een gedeelte meerapt. Ook deze single bereikte de Top 100 en is meer dan een miljoen maal bekeken.

## Discografie
Single
| Jaar | act           | nummer              | Top 100 | weken | opmerking |
| ---- | ------------- | ------------------- | ------- | ----- | --------- |
| 2016 | Mafe met Boef | Niet van mij alleen | 69      | 13    |           |

Samenwerkingen
| Jaar | act                                                       | nummer          | Top 100 | weken | opmerking                  |
| ---- | --------------------------------------------------------- | --------------- | ------- | ----- | -------------------------- |
| 2015 | FeestDJRuud met Mafe, Jebroer en Cartiez                  | Duizend nachten | -       | -     |                            |
| 2015 | Ali B met Mafe                                            | 1 kleine hint   | -       | -     | nr. 12 in de Oranje Top 30 |
| 2015 | Monica Geuze met Mafe, Ronnie Flex, Abira, Frenna en Emms | Laten gaan      | 52      | 22    | nr. 2 in de Oranje Top 30  |